# 皮雅斯特王朝时期的波兰
皮雅斯特王朝在10到14世紀的統治時期，是波兰作为一个国家的历史的首个主要阶段。此时，波兰首次以政體形式出現在中世纪的欧洲。10世纪末，梅什科一世开创皮雅斯特王朝，为波兰的历史画上第一笔。波兰国家的形成也主要归功于皮雅斯特王朝。966年，梅什科一世选择以拉丁仪式受洗，这也为欧洲划定了一条重要的文化分界线。梅什科一世统一了西斯拉夫人各部落，这对波兰这个新生国家非常重要。
波兰国家形成后，一位位统治者使其臣民皈依基督教，建立了一个强大的王国，并使波兰融入欧洲文化中。梅什科一世之子波列斯瓦夫一世建立波兰教省，进行领土扩张，在1025年加冕，成为第一位波兰国王。皮雅斯特王朝的第一个王国在1034年梅什科二世去世后陷入大乱，随后在卡齐米日一世的统治下恢复正常。卡齐米日一世之子波列斯瓦夫二世和他的先祖波列斯瓦夫一世一样迷信武功，但是灾难性地卷入了与主教什切帕努夫的斯坦尼斯瓦夫的冲突，最终被逐出波兰。
皮雅斯特王朝初期的最后一位公爵波列斯瓦夫三世成功地保卫了他的国家，并且收复了失地。1138年，波列斯瓦夫三世去世，根据他的遗嘱，波兰被分为几块分封给他的儿子们。其所带来的内部分裂在12世纪和13世纪破坏了皮雅斯特王朝初期的政治结构，并产生重要而长远的变化。康拉德一世请条顿骑士团帮他打击异教徒波罗的普鲁士人，这便为波兰与骑士团和德意志人的普鲁士国家在接下来的几个世纪中的战事拉开序幕。
瓦迪斯瓦夫一世重建王国，随后他的儿子卡齐米日三世加强国力，并进行领土扩张。分裂后，西部的西里西亚和波美拉尼亚省沦陷，波兰开始向东扩张。这个时期在14世纪安茹王朝的两位国王统治时结束，并为接下来出现的强盛的波兰王国奠定基础。

## 10—12世纪

### 梅什科一世，接受基督教（约960年—992年）

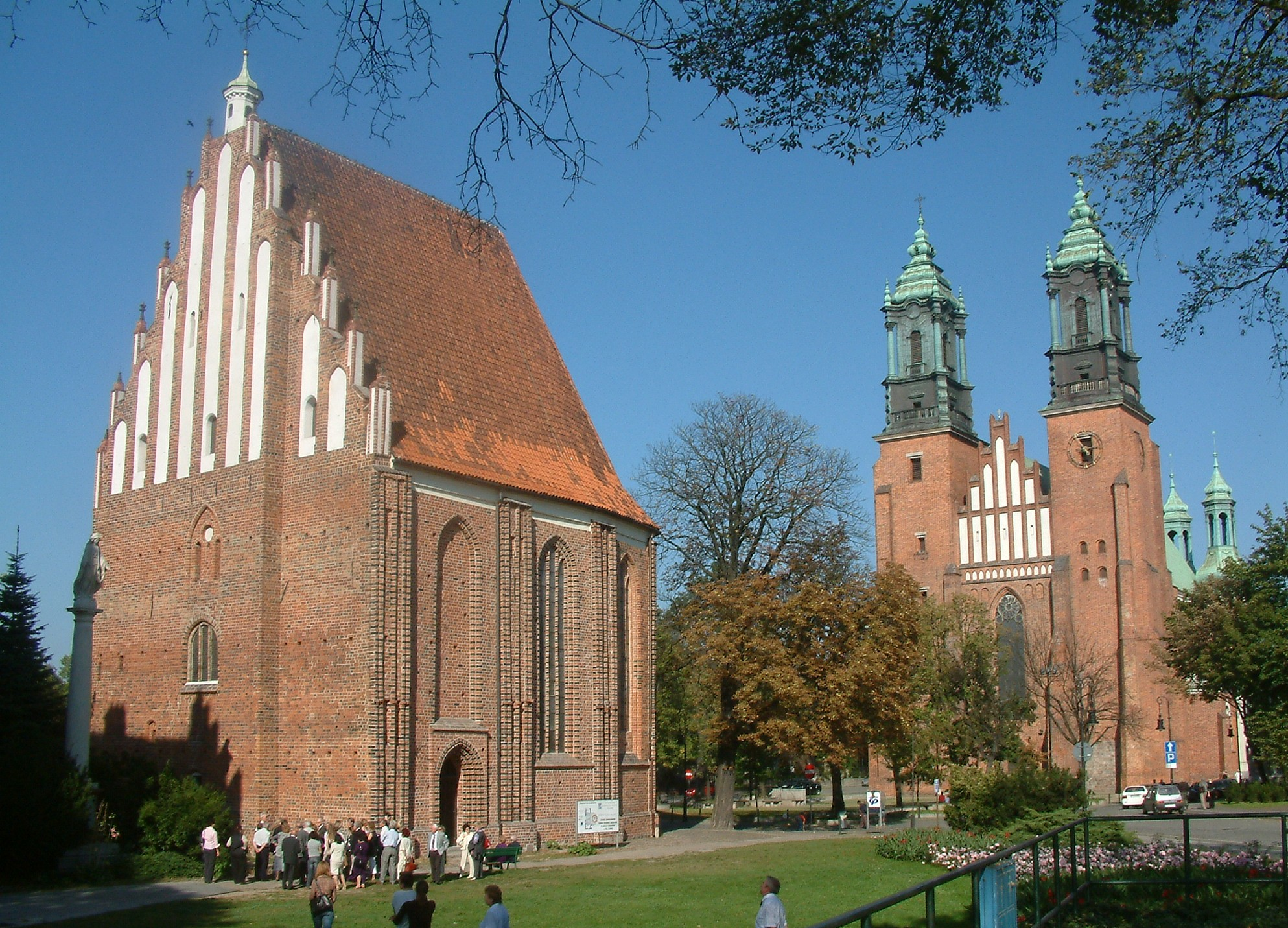
波兰国家和教会的历史开始于座堂岛。原先“宫殿”的遗址——梅什科一世（波兰第一位基督教统治者）及其妻子的小礼拜堂建筑群就在前边的教堂的地下被发现。波兹南主教座堂在其右边。

10世纪初，随着部落人民在盖奇、波兹南、格涅兹诺和莱德尼茨基岛等新兴的要塞周边的平原定居下来，波兰国家的雏形在位于现大波兰的波兰部落（Polanie，意为“平野上的人”）中形成。920年到950年间，波兰部落加速重建以前的驻防据点，又修建一大批新的定居点，同时扩大领土。在这个世纪末，这一进程继续，而波兰国家也从部落的基础中产生。根据编年史作者法国无名氏的说法，波兰人被皮雅斯特王朝统治。在现存的资料中，皮雅斯特王朝统治者梅什科一世第一次被提到，是在科维的韦杜金德所编的《萨克森三部编年史》（Res gestae saxonicae sive annalium libri tres）中，这部编年史关于10世纪的德意志。韦杜金德称梅什科一世的军队两次被与萨克森流亡者韦希曼恩合作的韦勒蒂部落击败。在梅什科一世统治时期（约960年—992年），波兰部落接受了基督教，并形成了波兰国家。
皮雅斯特王朝早期的统治者们不断开疆辟土，使这个新兴的国家能够在接下来的历史中生存下来。在10世纪的大部分时间内，皮雅斯特王朝都在扩张，使这个国家的国土从只包括格涅兹诺及其周围，扩大到大约是现在的波兰那样。波兰部落征服并吞并了其他斯拉夫部落，并形成一个部落同盟，随后变为一个中央集权的国家。在吸纳小波兰、维斯瓦人的国家和西里西亚（都是10世纪末梅什科一世攻占的捷克国家的土地）后，梅什科一世的国家发展到成熟阶段，包括波兰人所居住的主要地区。
此时波兰国土面积25万平方千米，人口至多100万。

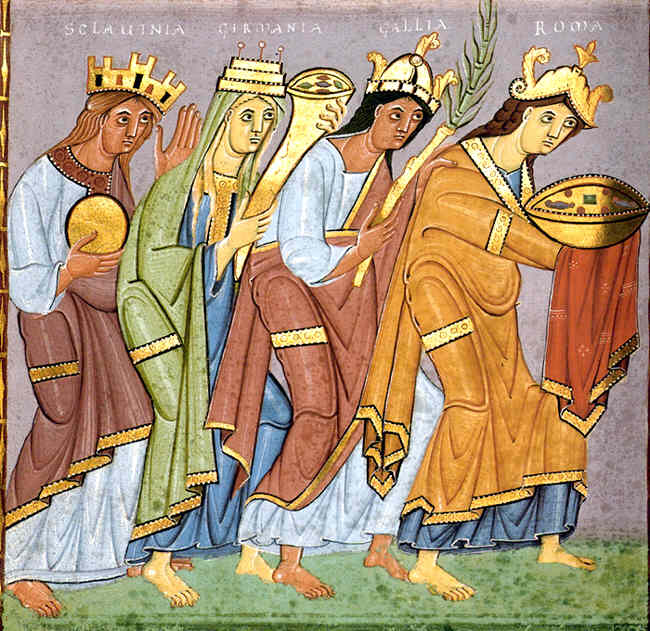
斯克拉维尼亚 （欧洲斯拉夫人的领土）、日耳曼尼亚、高卢和罗马向神罗皇帝奥托三世进贡，可以看出这4个地方地位相当，这体现了当时神圣罗马帝国的政策

最开始作为一位异教徒，梅什科一世是当时的文献有记载的第1位波兰部落联盟首领。犹太旅行家亚伯拉罕·本·雅各布详细地描述了梅什科一世统治初期时波兰国家的面貌，根据他的记载，梅什科一世是在960年代被立为君的4个斯拉夫国王之一。965年，波希米亚公爵波列斯拉夫一世将其女儿波希米亞的杜布拉娃嫁给其盟友梅什科一世。相信梅什科一世在受信奉基督教的杜布拉娃影響下，在966年4月14日以西欧拉丁仪式受洗， 此事被视为波兰立国之始。在967年梅什科一世战胜韦希曼恩所率领的韦勒蒂部落军队后，约丹被任命为第一位传教主教。这件事使大约在同一时期成立的马格德堡大主教区的东扩变得不可能。
梅什科一世的国家与德意志人的国家神圣罗马帝国有着复杂的政治关系，因为梅什科一世是神罗皇帝奥托一世的“朋友”、盟友和封臣，并得将其领土西部的一部分物产作为贡品上供给皇帝。梅什科一世与波拉比亚斯拉夫人、萨克森东部边疆伯爵（963年至964年与格罗，972年与奥多一世交战，参见采迪尼亚战役）和捷克人作战。对韦希曼恩和奥多一世的胜利使梅什科一世得以将其波美拉尼亚向西扩张到奥得河及其河口。在奥托一世去世，梅什科一世支持神罗王位觊觎者亨利二世，随后成为神罗皇帝的奥托二世也去世了，梅什科一世继续支持亨利二世。杜布拉娃去世后，梅什科一世在约980年与一位德意志人，神罗北部边疆伯爵狄特里希之女，奥达·冯·哈尔登斯莱本结婚。在990年与捷克人交战时，梅什科一世得到神圣罗马帝国的帮助。在约990年，梅什科一世正式将他的国家置于圣座的领导下（《达戈梅指示》，Dagome iudex）时，他将波兰变成了中东欧最强大的势力之一。

### 波列斯瓦夫一世，教省、征服、波兰王国（992年—1025年）

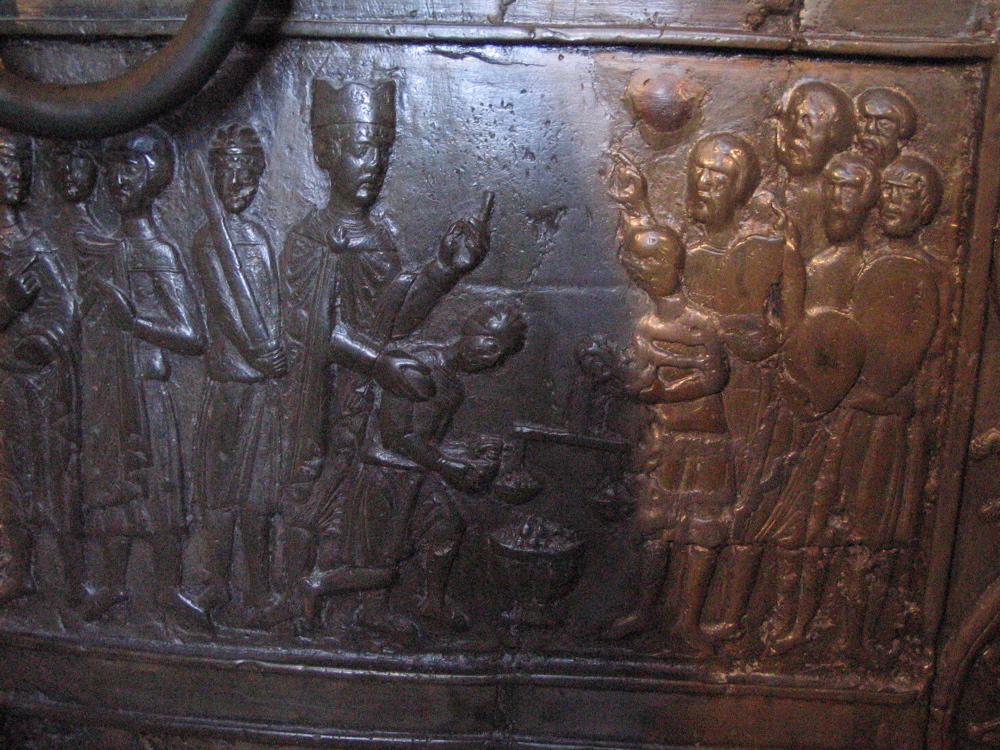
格涅兹诺主教座堂入口格涅兹诺门上的浮雕作品，这部分描绘的是波列斯瓦夫一世从普鲁士人手中买下布拉格的阿德尔伯特的遗体

梅什科一世在992年去世。与这位波兰的第一位统治者的计划相反，奥达和她（与梅什科一世）的儿子在权力斗争中失败，波列斯瓦夫一世成为了波兰唯一的统治者。波列斯瓦夫一世是一个好大喜功，个性强烈的人，他着手进一步向西（卢萨蒂亚地区）、向南、向东扩大领土。他的扩张经常成功，但是这种穷兵黩武只会带来暂时的好处，而且会使这个年轻国家的物资短缺。波列斯瓦夫一世失去了经济上的要地外波美拉尼亚，以及其在科沃布热格的新主教区，这个地方是梅什科一世花费很大心血攻占的。

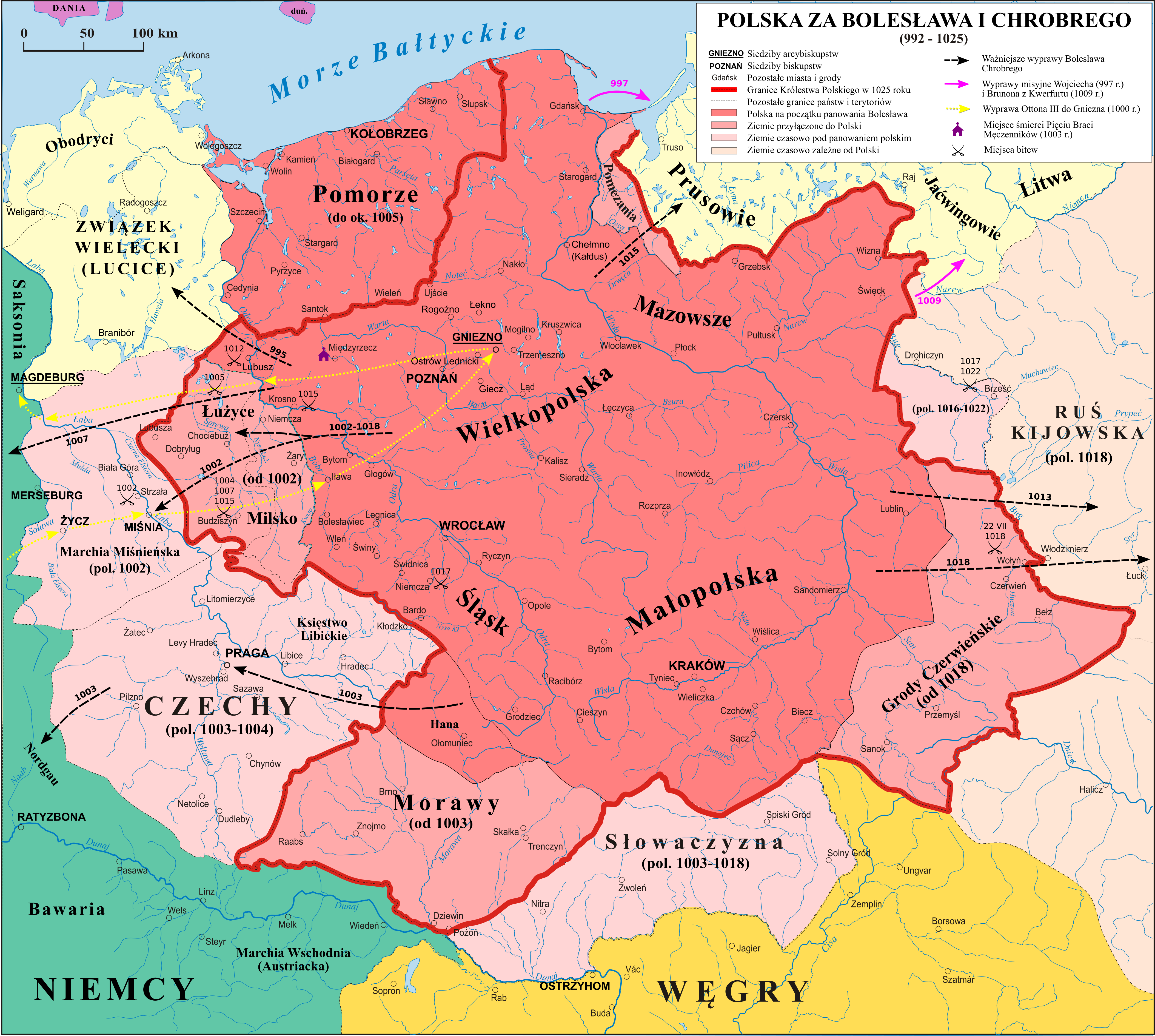
波兰（992年-1025年），暗红色的区域是梅什科一世（992年）时期的疆域，浅红色的区域是波列斯瓦夫一世统治时期末的疆域（1025年）

波列斯瓦夫一世（992年至1025年间统治波兰）在其统治时期初继续了他父亲与神圣罗马帝国交好的政策，并帮助斯拉夫尼克家族的沃依切赫，沃依切赫是一个出身良好的捷克主教和传教士，但流亡他乡，他在普鲁士传教时被杀害。波列斯瓦夫一世巧妙地利用了沃依切赫之死：沃依切赫的殉道为波兰带来了一位主保圣人圣阿德尔伯特，使罗马天主教会在格涅兹诺建立一个独立的波兰教省，沃依切赫的兄弟拉迪姆·高登蒂乌斯任大主教。1000年，年轻的神罗皇帝奥托三世作为一个朝圣者朝觐圣阿德尔伯特之墓，并在格涅兹诺会议中给予波列斯瓦夫一世支持；这时天主教格涅兹诺大主教区以及下属的几个教区都成立了。波兰教省实际上担当了必要的精神支柱，对皮雅斯特王朝来说是一个可以依靠的机构，帮助它在接下来困难重重的几个世纪中幸存下来。
奥托三世在1002年去世，波列斯瓦夫一世与继位的神罗皇帝亨利二世之间的关系远比前者与奥托三世之间的关系难以处理，这导致了一系列战争（1002年至1005年、1007年至1013年、1015年至1018年）。波列斯瓦夫一世自1003年至1004年间开始干涉捷克公爵宫廷冲突。后来他从波希米亚撤军，但仍在摩拉维亚驻军。1013年，波列斯瓦夫一世之子梅什科二世与奥托三世的外甥女罗泰林吉亚的莉赫扎结婚，她也是后来的卡齐米日一世的母亲。 1018年波兰与神罗双方签订《包岑和约》，双方的冲突结束，这份合约的条件对波列斯瓦夫一世有利。1018年波列斯瓦夫一世干预基辅罗斯继承危机，夺得红鲁塞尼亚的西部。1025年，波列斯瓦夫一世在死前成功地得到教皇的加冕许可，成为第一位波兰国王。

### 梅什科二世，政权崩溃（1025年—1039年）

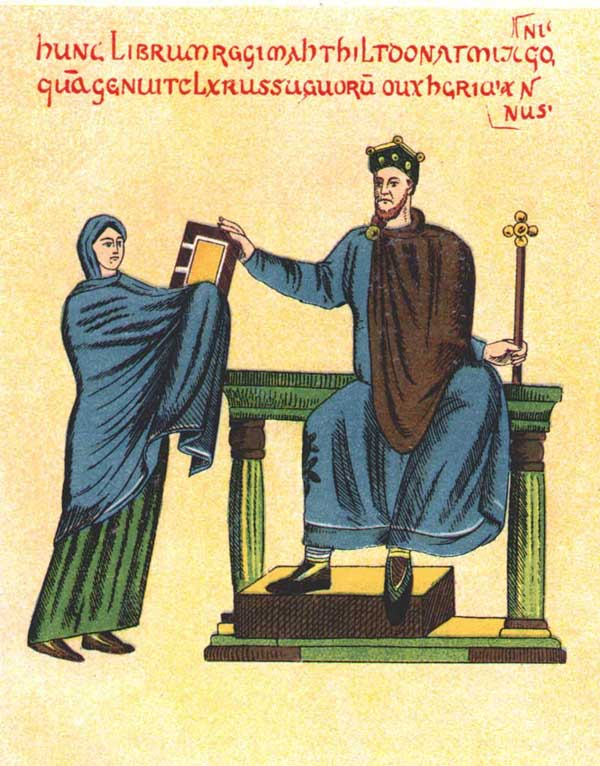
梅什科二世被讽刺性地画在女公爵玛蒂尔达·冯·施瓦本一旁

国王梅什科二世（990年—1034年）试图延续他父亲波列斯瓦夫一世的政策，干涉他国内政。梅什科二世的行动深化了波兰邻国对波兰的旧怨与敌意，他两个流亡在外的兄弟利用这一点，为1031年罗斯和德意志对波兰的入侵做准备；梅什科二世被击败，被迫流亡他乡。后来，梅什科二世的兄弟贝斯普里姆和奥托遇刺，梅什科二世收回部分失地。皮雅斯特王朝的君主制度随着1034年梅什科二世的去世而第一次崩溃。波兰陷入无政府状态，遭到反封建的异教暴乱的破坏，在1039年遭到波希米亚公爵布雷蒂斯劳斯一世的军队的蹂躏。国土沦陷，格涅兹诺大主教区功能混乱。

### 卡齐米日一世的重建（1039年—1058年）
国家在梅什科二世之子波兰公爵卡齐米日一世（1016年—1058年）统治时期得到重建，而卡齐米日一世也因此被恰当地称作“重建者”。1039年停止流亡回国后，卡齐米日重建波兰的君主制度，并通过武力手段收复失地：1047年，马佐夫舍从梅茨瓦夫手中夺回，1050年将西里西亚从捷克人手中收复。卡齐米日一世从波兰近来的敌人神圣罗马帝国和基辅罗斯那里得到帮助，这两个国家都不希望波兰陷入混乱。卡齐米日一世引入更加成熟的封建制度，并通过封赏给他的战士领地，减缓公爵金库因向庞大军队发放军饷而产生的财政赤字。面对大波兰在捷克远征后满目疮痍的惨状，卡齐米日一世将其宫廷移至克拉科夫，取代先前皮雅斯特王朝的首都波兹南和格涅兹诺；克拉科夫在接下来的几个世纪中，都担当波兰的首都。

### 波列斯瓦夫二世，与主教斯坦尼斯瓦夫的冲突（1058年—1079年）

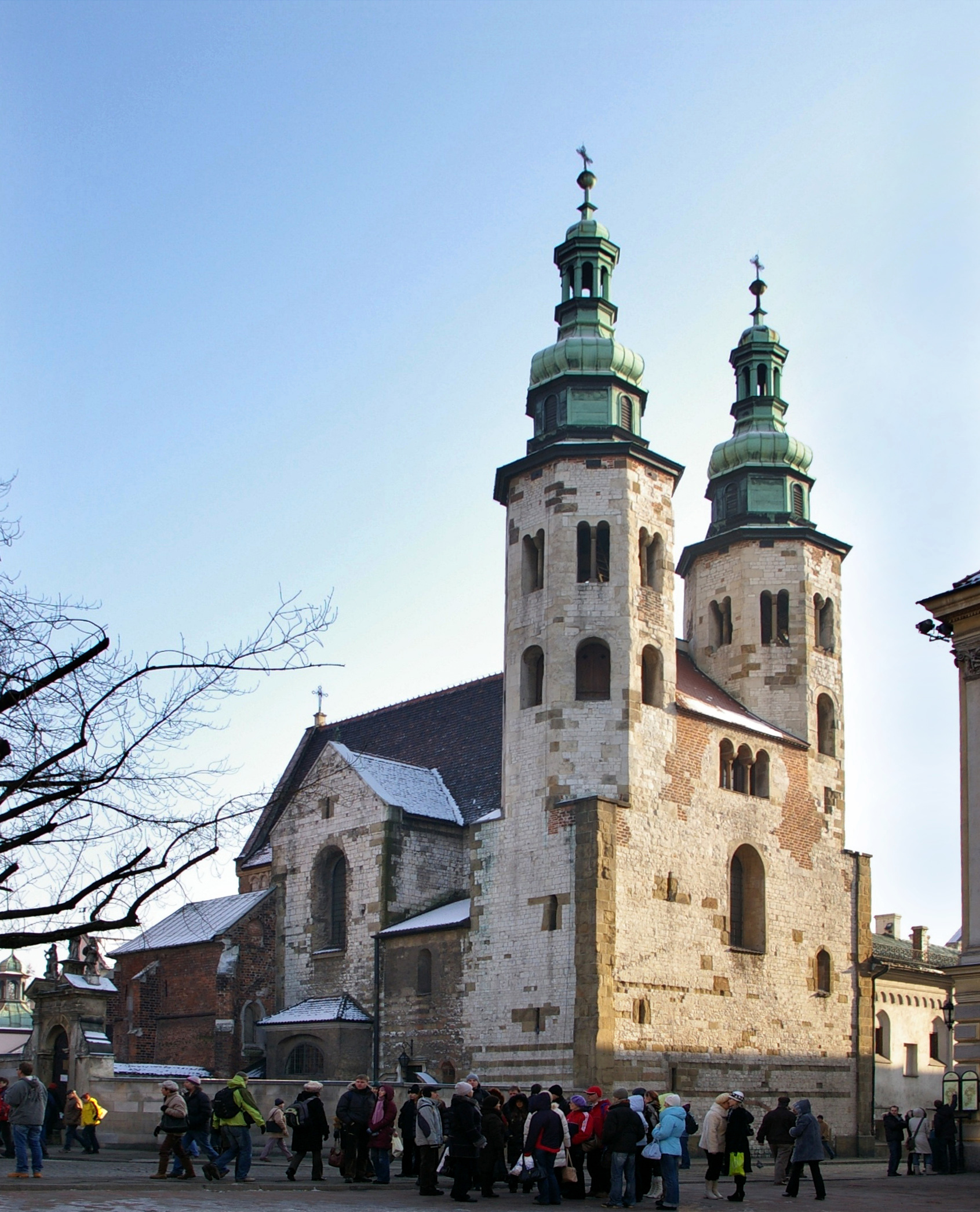
克拉科夫圣安德烈教堂（建于11世纪）

卡齐米日一世之子波列斯瓦夫二世（统治时期1058年—1079年）被称为“勇敢者”，也被称为“慷慨者”，在位时提高波兰军事实力，同时对外发动战争。作为神罗与教皇之间的叙任权斗争中，教皇一方的积极支持者，波列斯瓦夫二世在1076年带着教皇格里高利七世的祝福加冕为王。1079年，反波列斯瓦夫二世阴谋或冲突出现，克拉科夫主教也卷入其中。波列斯瓦夫二世将主教什切帕努夫的斯坦尼斯瓦夫处决；随后迫于天主教会和贵族中亲帝国势力的压力逊位。圣斯坦尼斯瓦夫成为了波兰的第2个殉道者和主保圣人，在1253年被封圣。

### 瓦迪斯瓦夫一世·赫尔曼（1079年—1102年）

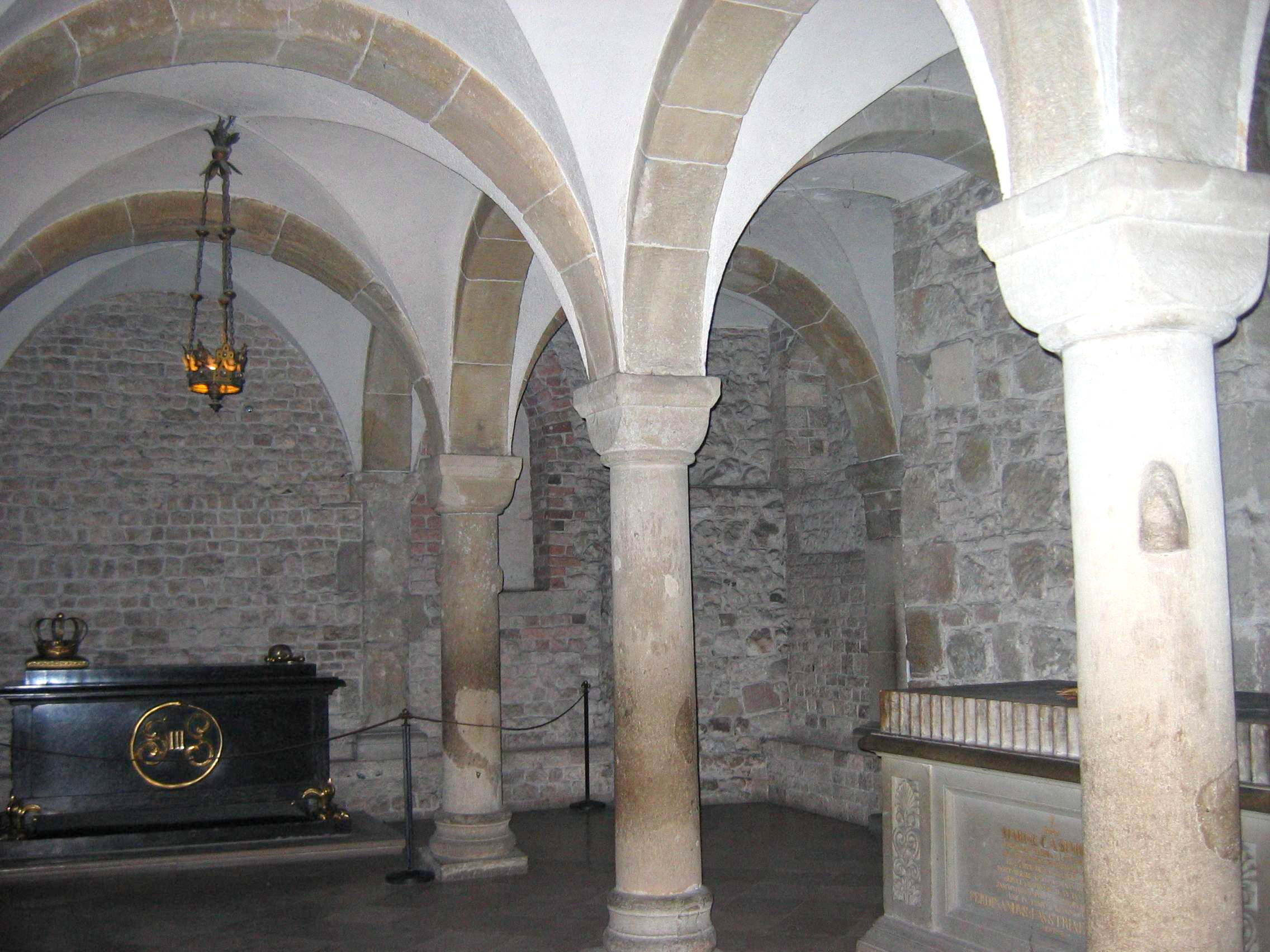
圣利奥纳德教堂地下室，瓦迪斯瓦夫一世·赫尔曼的第2个罗马式瓦威尔主教座堂的仅存遗址

波列斯瓦夫二世被流放后，他弟弟瓦迪斯瓦夫一世·赫尔曼（统治时期1079年—1102年）登上王位，他的统治并不稳固。瓦迪斯瓦夫一世·赫尔曼极其依赖王权伯爵谢切赫。自1098年起，当瓦迪斯瓦夫一世·赫尔曼的两个儿子兹比格涅夫和波列斯瓦夫三世向瓦迪斯瓦夫一世·赫尔曼逼宫，迫使他逐出他那遭人恨的寵臣謝切赫时，波兰便被他们父子三人分成3块，父亲去世后，在1102年至1106年间兄弟二人划边而治。

### 波列斯瓦夫三世（1102年—1138年）

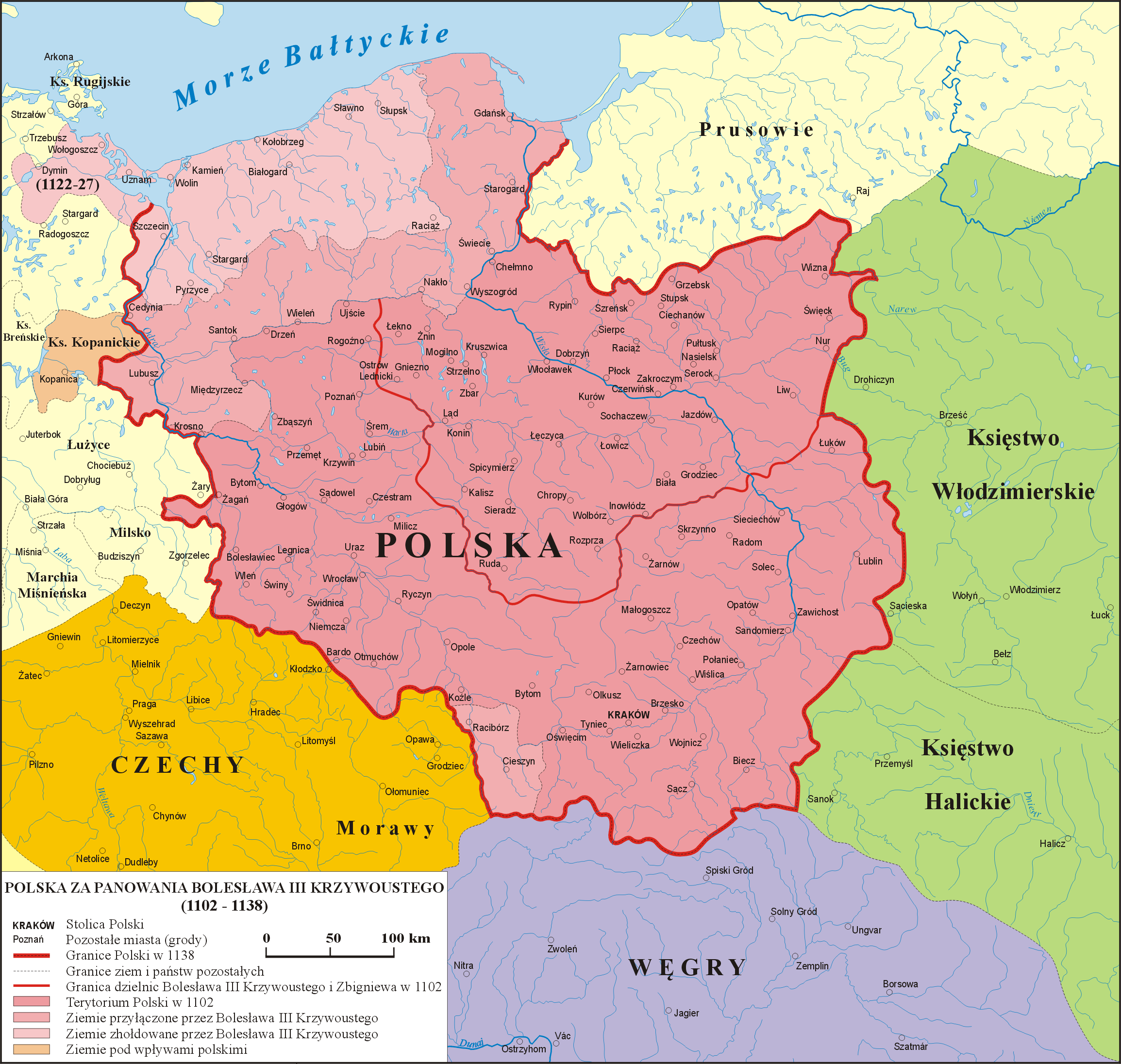
波列斯瓦夫三世统治时的波兰：左上角的淡紅色是他從1110年代到1123年陸續收復的波美拉尼亞附庸區

经过1106年至1107年间的一番权力斗争，波列斯瓦夫三世（统治时期1102年—1138年）击败他的同父异母兄弟，成为波兰公爵。兹比格涅夫被迫离开波兰，却得到了神罗皇帝亨利五世的支持，后者在1109年向波列斯瓦夫三世统治的波兰发起进攻。波列斯瓦夫具有军事才能，意志坚定而且不乏盟友，并对全社会进行国家动员（参见格沃古夫战役），故而抵挡住了神罗的入侵，后来归国的兹比格涅夫也被消灭了。波列斯瓦夫的另一个主要成就就是收复了整个梅什科一世时期的波美拉尼亚（余下的波美拉尼亚的东部自梅什科二世去世后便不属于波兰），这个收复行动自他父亲瓦迪斯瓦夫一世·赫尔曼开始，在约1123年被波列斯瓦夫三世完成。在一番血腥战斗后，瓦迪斯瓦夫三世得到什切青，而到吕根为止的西波美拉尼亚，除却被直接吞并的南部，都成为了波列斯瓦夫三世的封地，而当地的统治者是格里芬王朝的第一位公爵，瓦尔蒂斯拉夫一世。
这时，这一地区的基督化已认真进行，这是波列斯瓦夫三世1140年去世后，波美拉尼亚沃林教区的建立所带来的成果。

### 王国的分裂（1138年—约1314年）

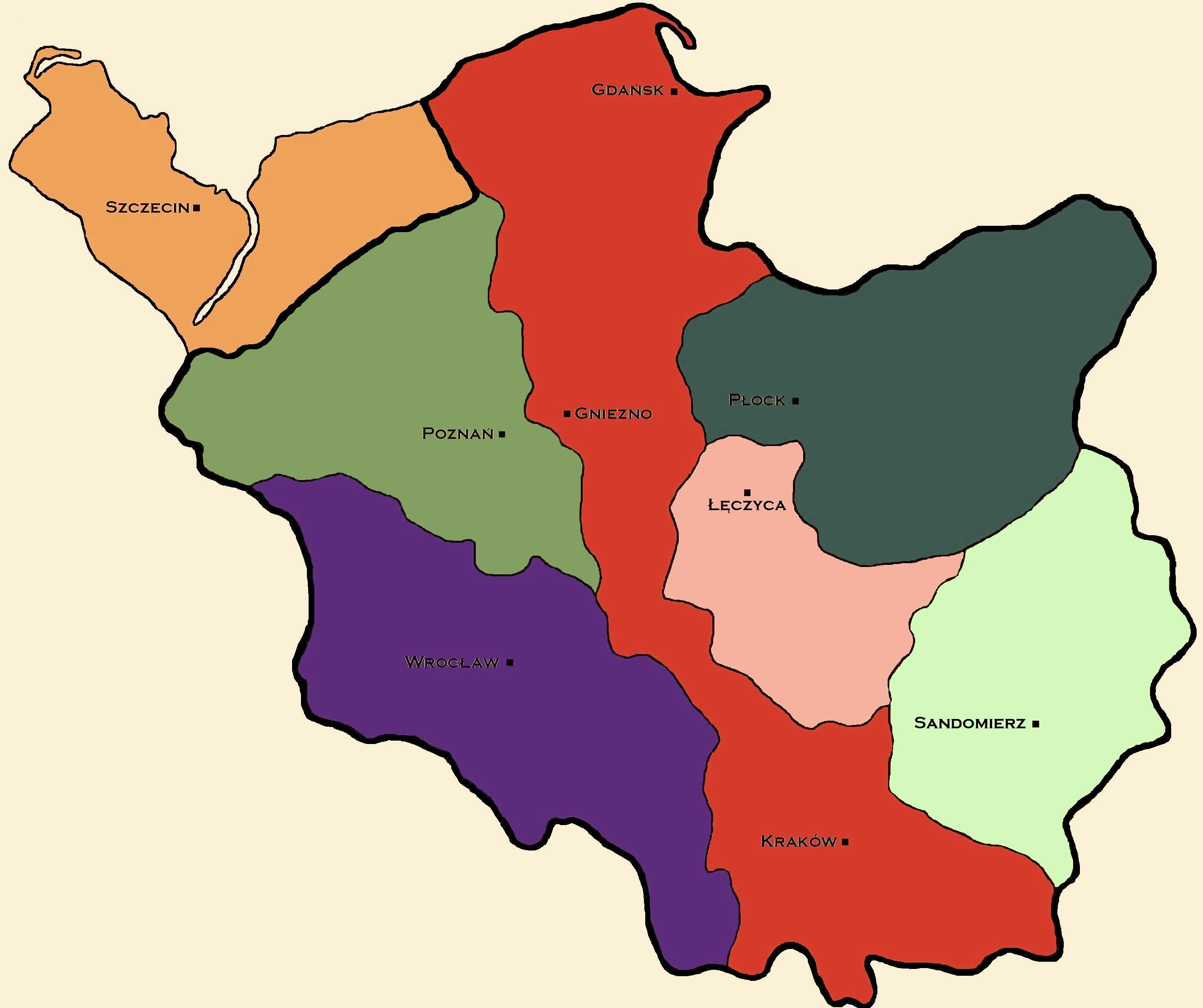
1138年波蘭波列斯瓦夫三世死前的遺產分割法：
長子瓦迪斯瓦夫二世的小波蘭、部分庫亞維、謝拉茲文奇察地區
瓦迪斯瓦夫的附庸區波美拉尼亞
瓦迪斯瓦夫的西里西亞公國
次子波列斯瓦夫四世的馬佐夫舍公國
三子梅什科三世的大波蘭公國
四子桑多梅日的亨利分得桑多梅日省
遺孀柏格的薩洛美婭分到文奇察作為年金省

在很有限的程度上讲，波列斯瓦夫三世在生前将他的国家分封给他的四个儿子。他做了复杂的准备，以免同室操戈的悲剧发生，同时又能保持波兰形式上的统一，但在波列斯瓦夫三世去世后，这个计划未能执行，实际上造成了波兰將近兩百年的分裂状况。皮雅斯特王朝在接下来的近两个世纪中，为了统一这个分裂的王国，手足相残，同时与教会和贵族作斗争。一般看来，这个体制因为波兰上等公爵的制度而得到稳固，波兰上等公爵以克拉科夫为首府，被赐予特殊的克拉科夫公国，这个公国不会再被进一步分封下去。根据波列斯瓦夫三世“长老制”的想法，他将波兰分为五个公国：西里西亚、大波兰、马佐夫舍、桑多梅日和克拉科夫（小波蘭為主）。前边的四个公国被分别分封给他的四个儿子，四个儿子各为独立的统治者。而克拉科夫公国被赐予他四个儿子中最年长的瓦迪斯瓦夫二世（兼任西里西亞公爵），此子也被赐予克拉科夫大公的称号，对外则是整个波兰的代表（亦稱波蘭國王）。这个制度在波列斯瓦夫三世儿子这一代中就已遭到破坏，这时瓦迪斯瓦夫二世、波列斯瓦夫四世、梅什科三世和卡齐米日二世争夺在波兰的权力和土地，同时也争夺克拉科夫大公之位。

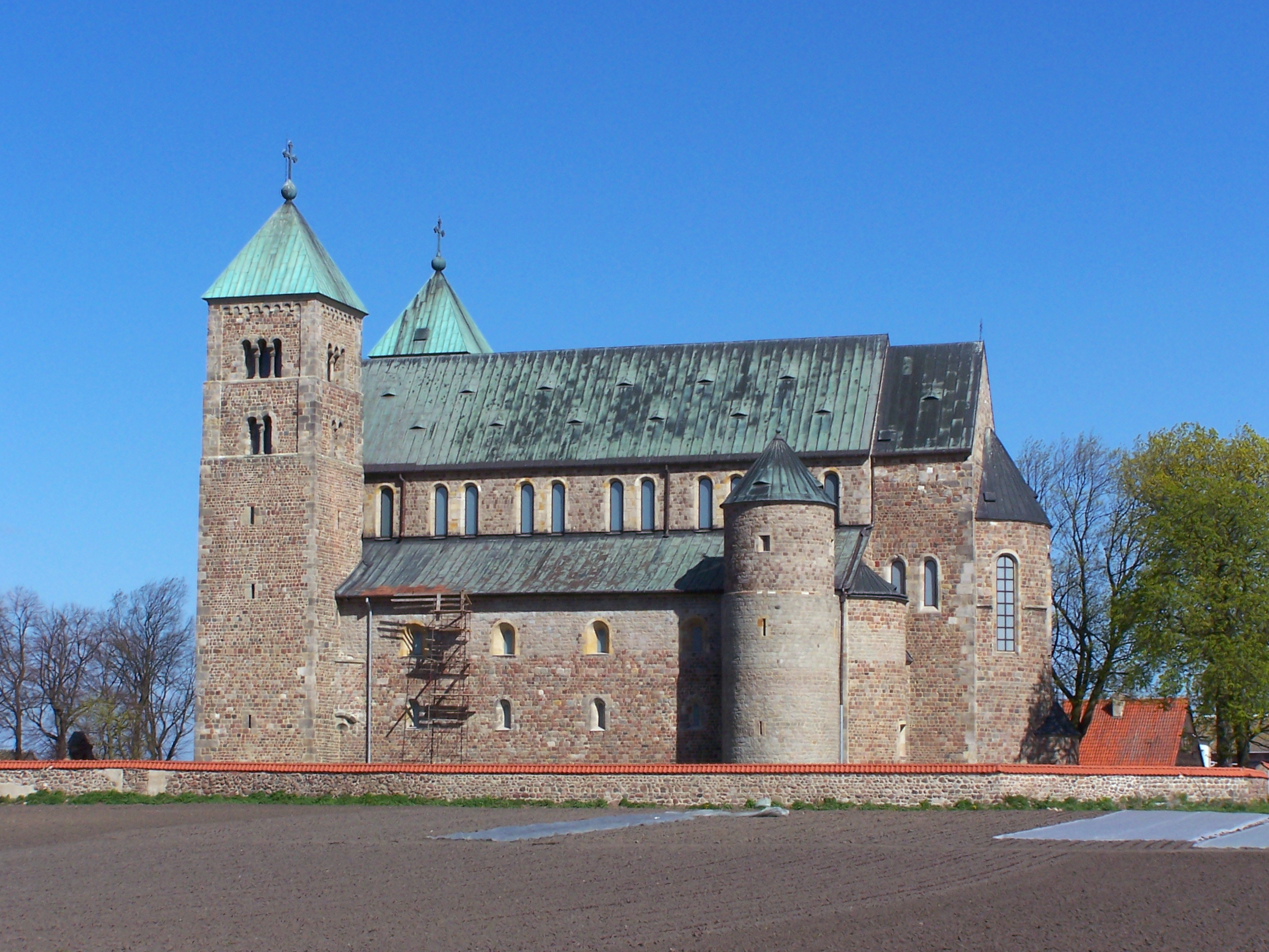
图姆学院教堂

波列斯瓦夫三世去世时波兰的疆域和梅什科一世时期的疆域十分相像，但这个皮雅斯特王朝最初的疆域，并未在「分裂割据时期」（1138-1314年）保留下来。

### 文化
自波兰统治阶层受洗的时候起，外国传教士已经抵达波兰，中世纪早期时波兰的文化已与欧洲基督教文化融为一体。但是，波兰本地的牧师，只能出现在自梅什科一世皈依基督教那一天算起几代人的时间之后。在12至13世纪很多修道院都建成后，对百姓的基督教化在较大程度上完成了。

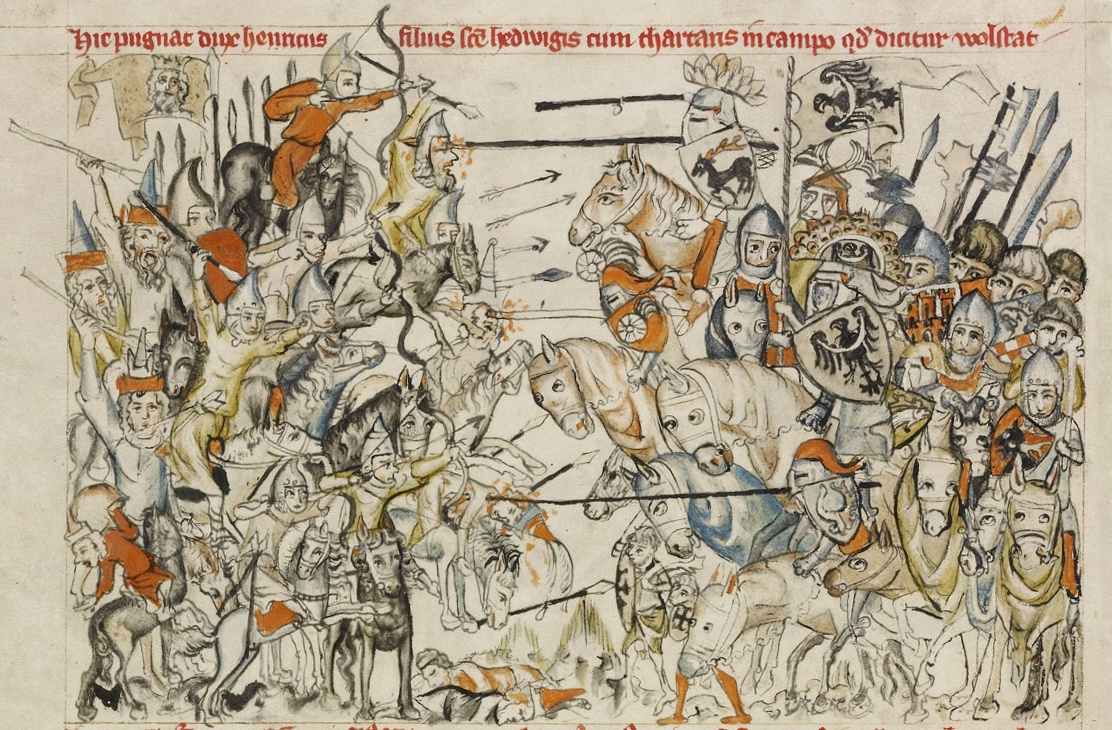
蒙古对波兰的入侵（1240年末—1241年）在列格尼卡战役中达到巅峰

智力和艺术活动集中在教会机构、王公宫廷周围，并在新兴世袭精英阶层的家庭中出现。史书在10世纪末出现，像梅什科二世和卡齐米日一世这样的领导人都被认为是有文化修养，收到良好教育的。在《达戈梅指示》之后，这一时期最重要的文献便是法国无名氏的编年史《波兰王公行纪》（Gesta principum Polonorum），法国无名氏是波列斯瓦夫三世宫廷中的外国牧师。10世纪，很多前罗马式砖石教堂在波兰各地兴建起来，而且经常与统治者的宫殿建在一起；罗曼式建筑则在之后流行。波列斯瓦夫一世在995年左右铸造最早的铸币。格涅兹诺主教座堂的格涅兹诺门（铜质浮雕，1170年代制）是罗马式雕刻的典范。奎尔富特的布鲁诺是传播教会文化的先驱牧师之一，他的一些著名著作已经在波兰隐士修道院出版。早期的著名隐修会中有两个便是本笃会（1044年，该会修道院在蒂涅茨成立）和熙笃会。

## 13世纪

### 国家和社会，德意志人的定居

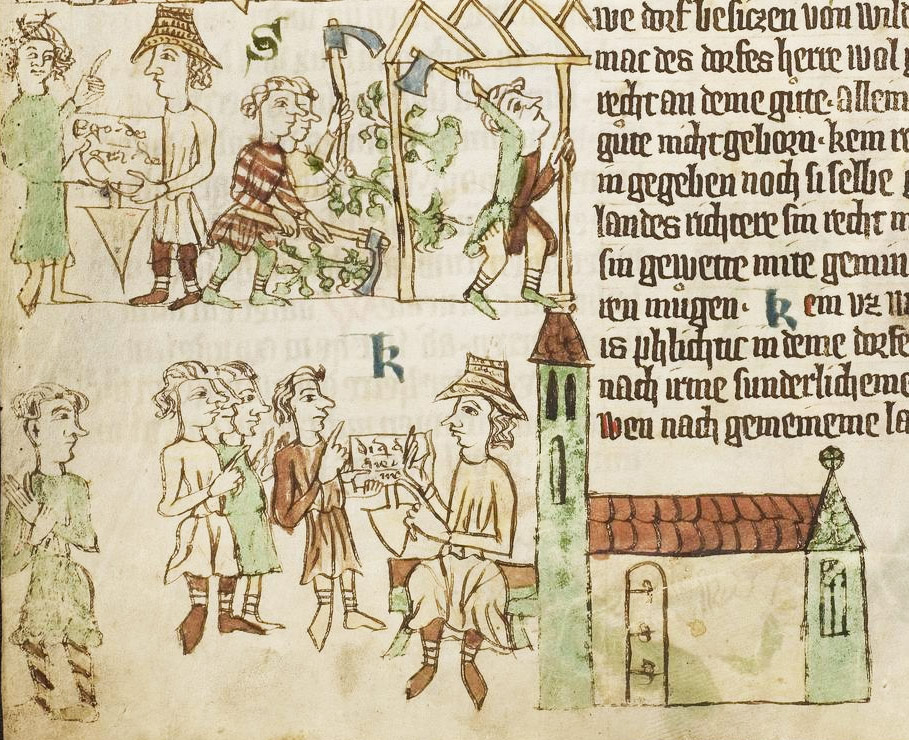
《萨克森之鉴》中的德意志东扩

13世纪波兰的社会结构和政治制度发生重要变化。因为分裂和持续内乱，皮雅斯特王朝的公爵不能保持住他们先王那时的波兰外部边界。12世纪后半段，西边的外波美拉尼亚中断了其与波兰的政治关系，自1231年起成为勃兰登堡侯国的封国，1307年勃兰登堡侯国甚至将其波美拉尼亚领地向东扩展，吞并斯瓦夫诺和斯武普斯克地区。波美雷利亚或格但斯克波美拉尼亚自1227年起从波兰独立。 在13世纪中期，波列斯瓦夫二世将卢布什地区割让给勃兰登堡侯国，这使建造诺伊马克城成为可能，并对波兰西部领土的完整造成深远的负面影响。在东南部，莱谢克一世不能保证波兰对罗斯加利奇地区的统治，这一地区曾被多次易手。
一个人的社会地位越来越取决于其封建土地财产的多寡。这些土地上达皮雅斯特王朝王公所支配的土地，以及他们的竞争对手世俗的大地主和教会所拥有的土地，下至骑士阶层的领地，随着农奴依附于土地上，在这些土地劳作的人从受雇的“自由民”逐渐变成奴隶（贵族购买的奴隶、战俘、或其他奴隶）。而上层阶层的封建领主，尤其是教会，具有经济和法律上的豁免权，这使他们能够免除法院的裁决和经济义务（包括税负）这样的重负，这些早在以前便由当时在位的公爵实行了。

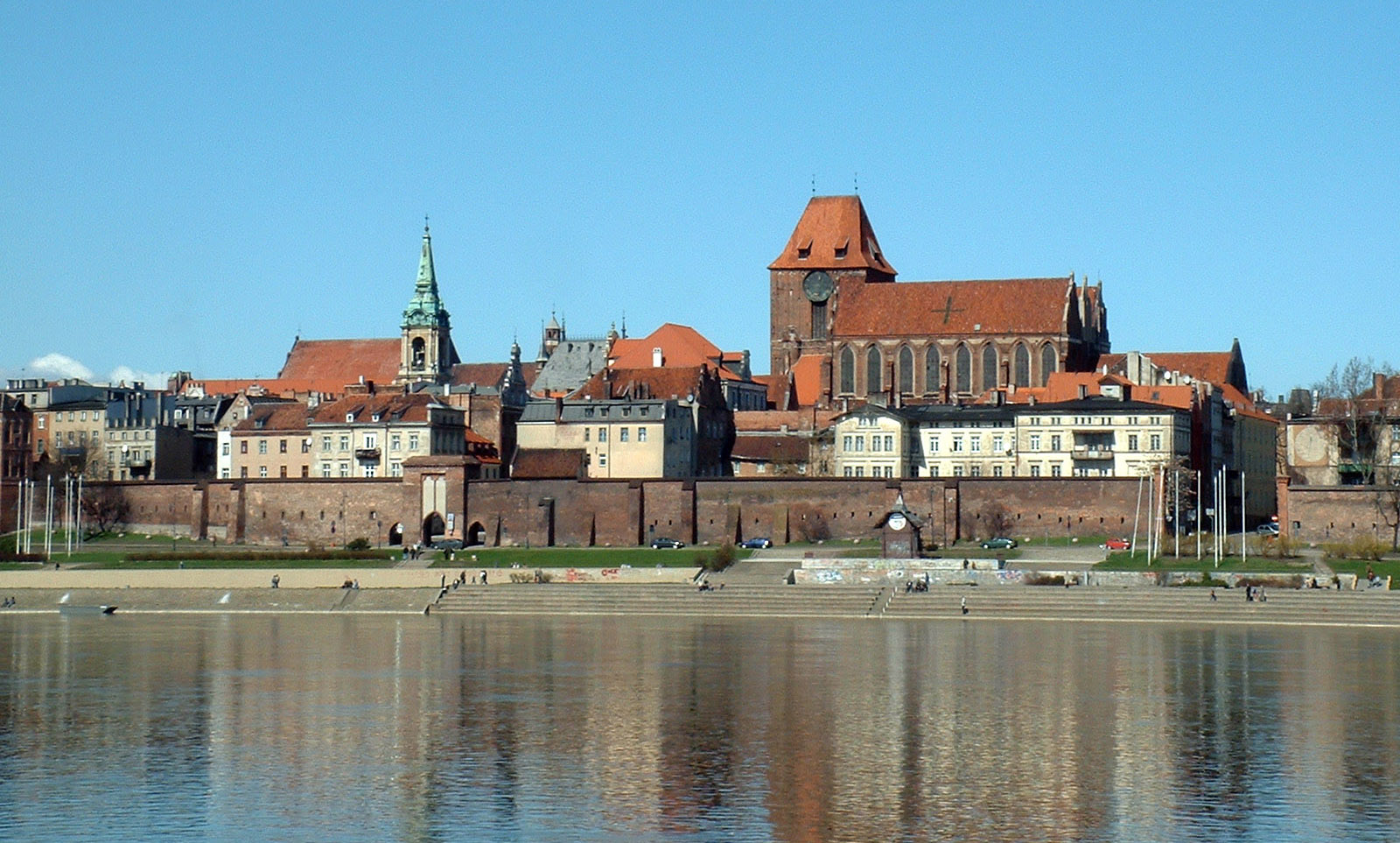
托恩（托伦），由条顿骑士团所建立，和但泽（格但斯克）一样成为汉萨同盟成员

内斗和外国入侵（譬如1241年、1259年和1287年的蒙古入侵）削弱了波兰的很多小公国，并使它们人口减少，而这个国家也变得日益分化。因为人口减少，在经济发展的条件下对劳工的需求越来越大，西欧的很多农民开始向波兰移民，其中主要是德意志定居者（1220年代德意志和佛兰德斯初期的移民潮）。各个德意志人的、波兰人的、以及其他民族的乡村聚落内部都形成了一种具有豁免权的封建租赁体制，而德意志城镇法经常被用作这个体制的法律基础。在城市的发展和波兰市民阶层（居住于城市的商人）的建立上，德意志移民起到了重要作用，他们从自己的家乡带来了欧洲法律（马格德堡法）和习俗，后来这些也为波兰人所接受。德意志人在波兰建立了早期的大企业（由贵族阶级领导），并且自那时起成为了波兰一个影响力日益增大的民族，这一点在西里西亚市中心和波兰西部的其他地方特别显著。
1228年，切尼亚法获得通过，并由瓦迪斯瓦夫三世签署生效。这个名义上的波兰公爵保证推出一部“根据主教和男爵的协商会议的意见所制定的正义而高贵的法律”。接受如此法律保证并享有特权的人也包括下等地主——骑士，骑士融入了下等和中等贵族阶层，这个阶层在后世被称为“什拉赫塔”（szlachta）。这个分裂割据时期削弱了统治者的权力，并且长久地改变了波兰历史，藉此贵族的权利和地位上升到君主的那个高度。

### 条顿骑士团

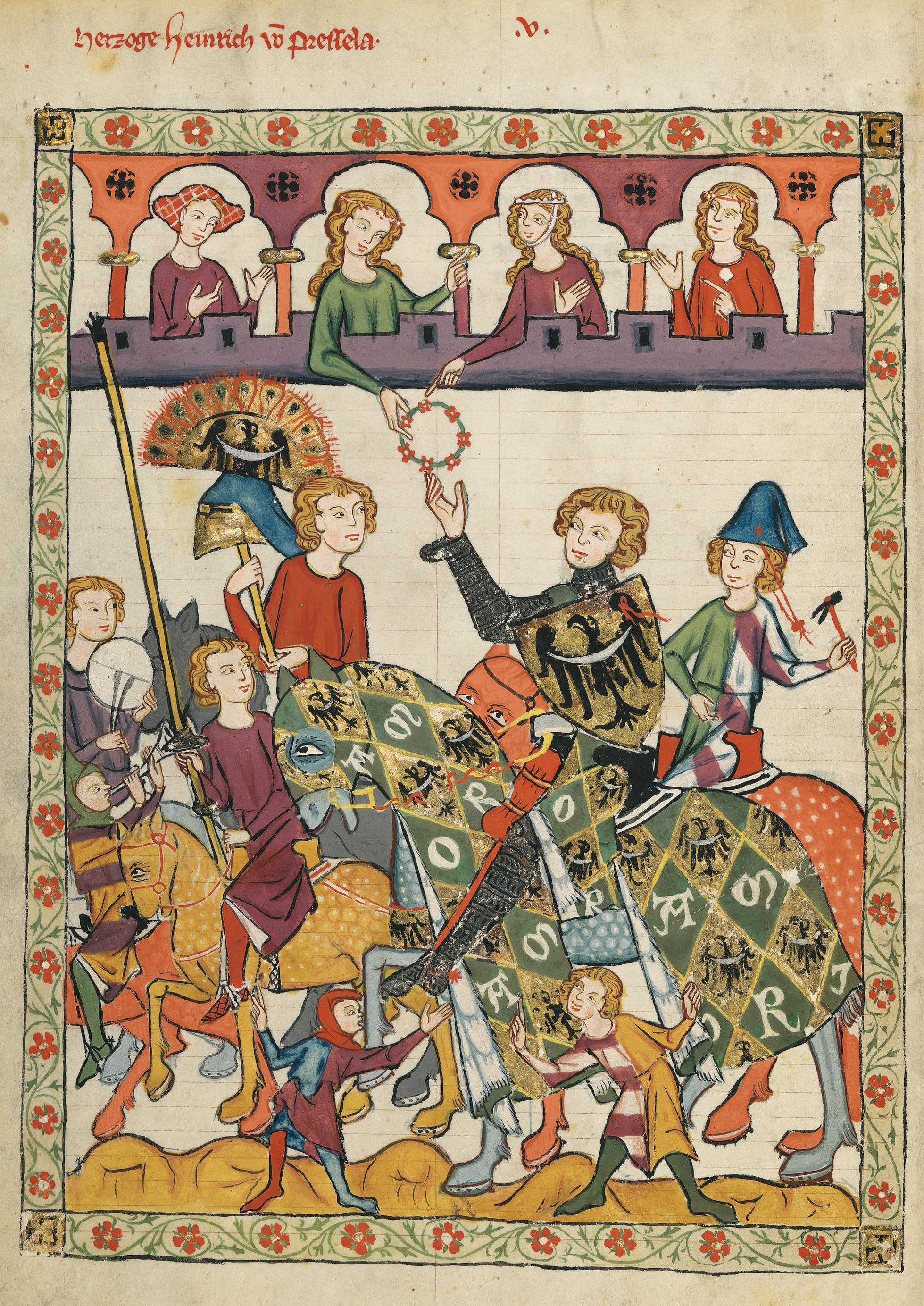
西里西亚公爵亨利四世，《马内塞古抄本》，约1300年编

1226年马佐夫舍公爵康拉德一世请条顿骑士团帮他与在其领地附近，且信奉异教的波罗的普鲁士人作战，当时马佐夫舍与普鲁士人发生重大的边界冲突，康拉德一世的领地正遭受着普鲁士人的入侵。另一方面，那时普鲁士人自身也正受到越来越多的威胁（包括教皇支持的十字军），但主要是徒劳无功的传教活动。条顿骑士团随后越俎代庖，活动范围超过康拉德一世赐予他们的领地（海乌姆地区或库尔姆兰）以外。在接下来的几十年中，他们沿着波罗的海岸征服了很大一片地方，并建立自己的团国。实际上所有的西波罗的异教徒都已皈依基督教或被消灭（对普鲁士的征服在1283年完成），骑士团将矛头指向波兰和立陶宛，后者在当时已是欧洲最后一个异教国家。14到15世纪的大多数时间内，条顿骑士团与波兰和立陶宛战争不断。普鲁士的条顿骑士团国以自13世纪开始移民于此的德意志人为主，该国自称是一个封国，受到教皇和神罗皇帝的保护。

### 重新统一的尝试，普热梅希尔二世、瓦茨劳夫二世（1232年—1305年）

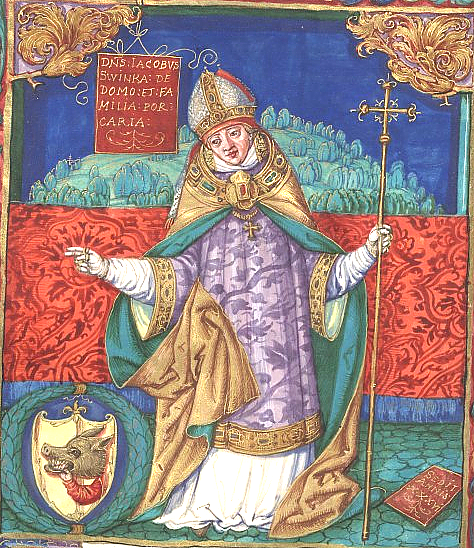
大主教亚库布·希温卡

随着国家分裂所造成的恶果在社会的各个方面日益明显，皮雅斯特王朝的一些公爵开始尽力统一波兰。早期时，西里西亚公爵亨利克一世、他儿子亨利克二世和后来的亨利克四世的统一尝试较为重要，其中亨利克二世在1241年列格尼卡战役与蒙古人作战时战死。1295年，大波兰公爵普热梅希尔二世成为波列斯瓦夫二世后第一位加冕为波兰国王的皮雅斯特王朝公爵，但是他只统治波兰领土的一部分（自1294年起开始统治格但斯克波美拉尼亚），且在加冕后遇刺。对波兰更大范围的统一由一位外国统治者，普热梅斯利德王朝的波希米亚公爵瓦茨拉夫二世完成，他与普热梅希尔的女儿结婚，在1300年成为波兰国王。瓦茨拉夫二世的拙劣政策使他失去了他在统治初期获得的一切支持；他在1305年去世。

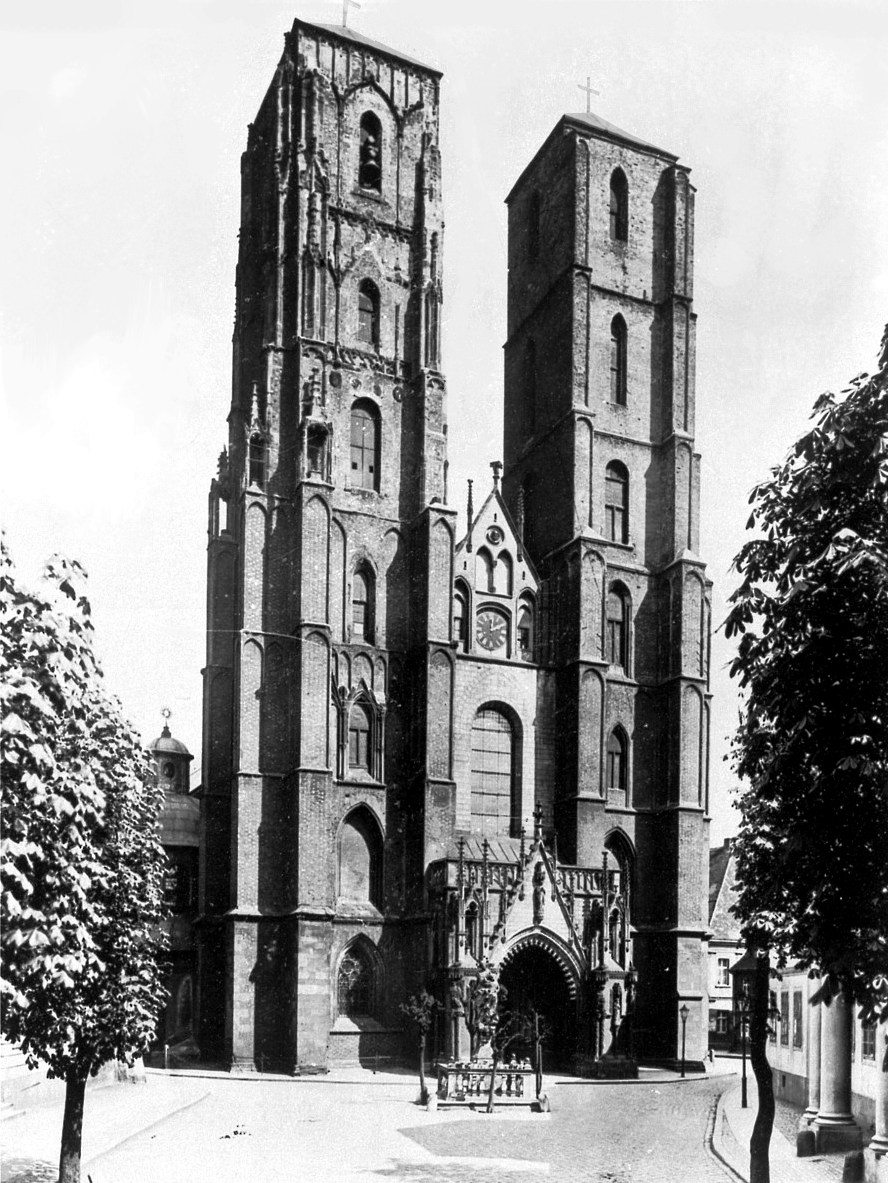
哥特式教堂，弗罗茨瓦夫圣约翰主教座堂

统一过程中一个重要因素是波兰教会，在整个分裂割据时期中，教会的波兰教省保持完整。格涅兹诺大主教亚库布·希温卡是波兰统一的积极支持者；他主持了对普热梅希尔二世和瓦茨劳夫二世的加冕仪式。瓦迪斯瓦夫一世在其公爵生涯中的各个阶段都得到希温卡的拥护。

### 文化
从文化方面讲，13世纪，随着教区网络的建立，主教座堂形式的学校变得更加普遍，教会的社会影响力远远广泛于先前。多明我会和方济各会是这时的重要修会，它们与全体人民紧密地互相影响。叙事体编年史，以及其他文字记录、法律和文献等的盛行是这一时期的一大特征。牧师中以本地人为多，人们期待其他牧师能理解波兰语。一部具有影响力的编年史的作者温岑蒂·卡德武贝克被认为是知识界最受认可的代表。西里西亚修士韦泰洛的光学专著《透视》（Perspectiva）是中世纪科学的最大成就之一。哥特式教堂和城堡在13世纪盛行，艺术中的本土元素日益受到重视，农业、制造业和手工业都取得重大进步。

## 14世纪

### 王国统一

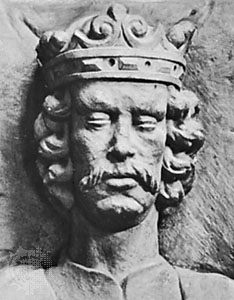
克拉科夫瓦维尔主教座堂一具砂岩石棺上瓦迪斯瓦夫一世像

瓦迪斯瓦夫一世和他的儿子卡齐米日三世是13世纪波兰统一后最后两位来自皮雅斯特王朝的统治者。但是因为缺少内部凝聚力，领土不完整，他们的统治并未让波兰回到分裂割据时期前的状态。本地的皮雅斯特王公依旧保持强势，而且出于某些经济和文化原因，他们中的一些人被吸引到波兰邻国中去了。波兰王国失去了波美拉尼亚和西里西亚，这两个地方是波兰人原先居住的地方中，最发达且在经济上居最重要地位的，这使半数波兰人都留在波兰王国边界之外。波兰西部领土的丢失在于西里西亚皮雅斯特家族的公爵的统一行动的失败，也在于德意志东扩进展迅猛。这些原因包括皮雅斯特王朝的公国变得依赖于德意志的政治体制，德意志移民者的殖民、和波兰统治阶层逐渐被德意志化。维斯瓦河下游被条顿骑士团控制，马佐夫舍以后再也不会完整地出现在波兰版图中。卡齐米日三世稳固了西部和北部边界，他试图收复部分失地，并发起东征弥补因西部领土的丢失而造成的损失，这样便将东斯拉夫人居住的地方纳入自己的地盘，因此这些地方从民族学方面讲并不属于波兰。
尽管领土有所损失，14世纪波兰经历了一个经济飞速发展，社会日渐繁荣的时代。这其中包括进一步对外扩张、农业定居点的现代化、城镇的发展、以及在迅速发展的商贸、采矿和冶金行业中，城镇起到更大的作用。卡齐米日三世在位时还推行了一次重大的货币改革。
从很早的时候起，犹太人就开始在波兰定居。1264年大波兰公爵波列斯瓦夫颁布卡利什法，为犹太人提供很大程度的自由（在宗教仪式、活动和商贸方面上）和权利，建立了一个使犹太人从当地的骚扰和排斥中得到正式保护的判例。这个法令使犹太人免受奴役或成为农奴，是后来犹太人在波兰王国繁衍兴旺的基础，后来的其他同类法律声明都是仿效卡利什法的。犹太人在接连被西欧各地排斥后，于13世纪在克拉科夫、卡利什和波兰西部与南部的其他地方建立自己的社区，14世纪时，更东边的利沃夫、布列斯特-立托夫斯克和格罗德诺都出现了犹太人社区。国王卡齐米日三世在1349年接受来自德意志的犹太人难民， 帮助加快犹太人在波兰的繁衍，这一过程直到第二次世界大战为止。波兰另一个长期的民族特点是德意志人在这个国家的城市或农村的移民。

### 瓦迪斯瓦夫一世（1305年—1333年）

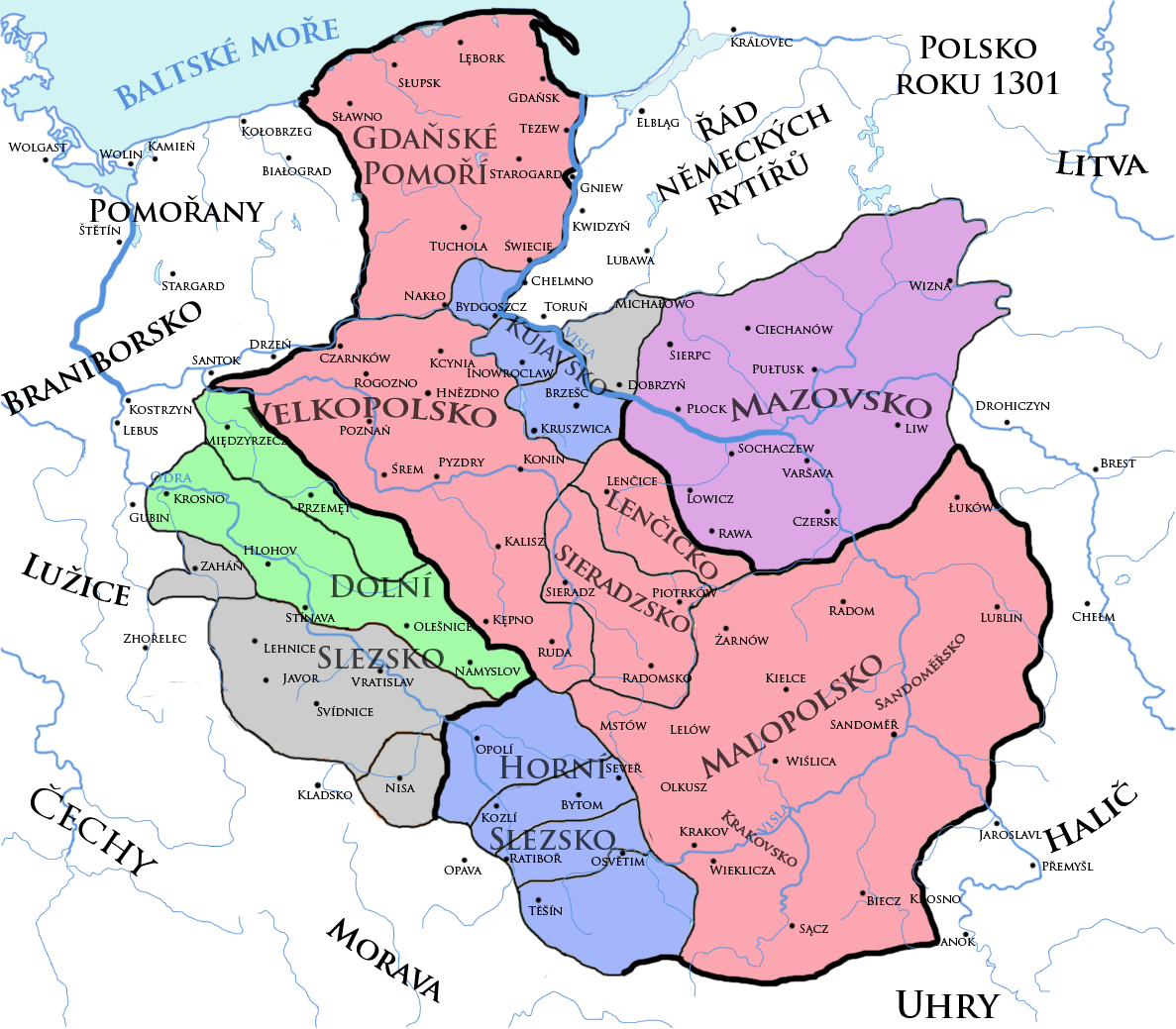
1300-1305年波希米亞國王瓦茨拉夫二世短暫兼領的波蘭王國：直接控制的波蘭王室領為紅色；綠色、灰色與藍色南區大部分是直屬於他本家波希米亞王國的西里西亞。1305年瓦茨拉夫二世過世後，紅色的波蘭王室領重陷混亂：1309年北方的波美拉尼亞被條頓騎士團奪取，1306年自稱波蘭大公的瓦迪斯瓦夫一世以北方藍色的庫亞維為根據地，往南攻佔小波蘭，1314年他又佔領大波蘭，於1320年正式加冕為波蘭國王，但仍處於北有條頓騎士團、西有波西米亞國雙強夾擊的困境中，譬如1327年騎士團佔庫亞維、波西米亞控制Lencicko、Sieradzsko兩地（介於大、小波蘭之間）的附庸貴族

瓦迪斯瓦夫一世（统治时期1305年—1333年）起初只不过是一位平凡的库亚维公爵，但是他凭借着毅力和决心，与强大的敌人进行终生而艰苦的斗争。瓦迪斯瓦夫一世逝世时已为波兰国王，但当时的波兰还未完全统一，也并不稳定。尽管瓦迪斯瓦夫一世只统治了很有限的地方，他也未能解决所有的问题，但他至少是让波兰作为一个国家整体出现在国际舞台。
在匈牙利盟友的帮助下，瓦迪斯瓦夫一世停止流亡，归国并与瓦茨拉夫二世相抗衡，并在瓦茨拉夫二世死后的1304年至1306年间与他儿子瓦茨拉夫三世相抗衡。瓦茨拉夫三世随后遇刺身亡，此事让普热梅斯利德王朝灭亡，也自然结束了该王朝在波兰的统治。瓦迪斯瓦夫一世接下来攻占了小波兰，进军首都克拉科夫，挥师北上，途径库亚维，直到格但斯克波美拉尼亚。1308年，波美拉尼亚被勃兰登堡侯国征服。为了收复此地，瓦迪斯瓦夫一世同意接受条顿骑士团的帮助，於是1309年条顿骑士团野蛮地攻陷了格但斯克波美拉尼亚，并将其据为己有。

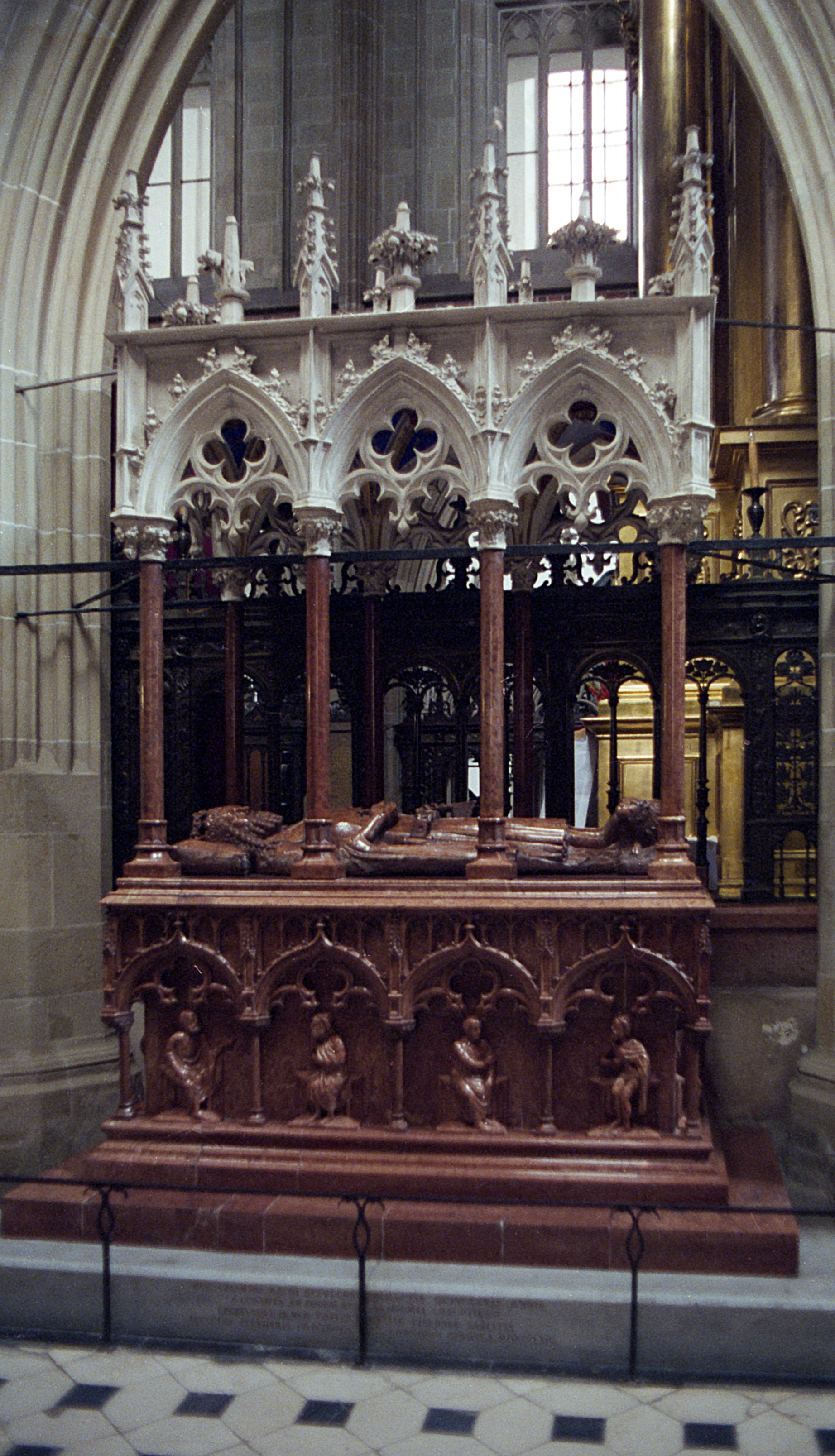
卡齐米日三世的石棺，位于瓦维尔主教座堂

部分城市贵族阶层希望由卢森堡王朝的波希米亚国王──盲眼的约翰掌权，1311年至1312年间，这些贵族在克拉科夫起事，随后遭到镇压。这件事可能对城镇政治权力的出现产生有限的影响。
1313年到1314年间瓦迪斯瓦夫一世征服大波兰。1320年他在克拉科夫瓦维尔主教座堂加冕为王，这样他就成为第一位不在格涅兹诺受封的波兰国王，但此後30年間，稍稍復興的波蘭王國，仍處於北有條頓騎士團、西有波西米亞國雙強夾擊的困境中。尽管波希米亚国王盲眼的约翰宣称拥有波兰王位并反对这次加冕，教宗约翰二十二世仍在犹豫之中同意了此次加冕。约翰在1327年开始向克拉科夫進攻，后来他被迫叫停这次远征，但成功控制Lencicko、Sieradzsko兩地（介於大、小波蘭之間）的附庸貴族；1328年他向立陶宛发起十字军，这个时候他已经与条顿骑士团结盟。1327年至1332年间，骑士团正在波兰作战（参见普沃夫采战役）；条顿骑士团攻占了多布林地区和库亚维。瓦迪斯瓦夫一世与匈牙利（1320年瓦迪斯瓦夫一世的女儿伊丽莎白嫁给匈牙利国王查理一世）和立陶宛（1325年两国签署反条顿骑士团国条约，同时瓦迪斯瓦夫一世之子卡齐米日三世与立陶宛大公格迪米纳斯之女阿尔多娜结婚）结盟，而且在1329年与勃兰登堡签订和约，这让瓦迪斯瓦夫一世在与条顿骑士团作战时能够从外交中获益。波希米亚国王约翰的最大成就（和波兰的最大损失）是迫使对他们的忠诚心存矛盾的西里西亚皮雅斯特王朝公爵们对他宣誓效忠。

### 卡齐米日三世（1333年—1370年）

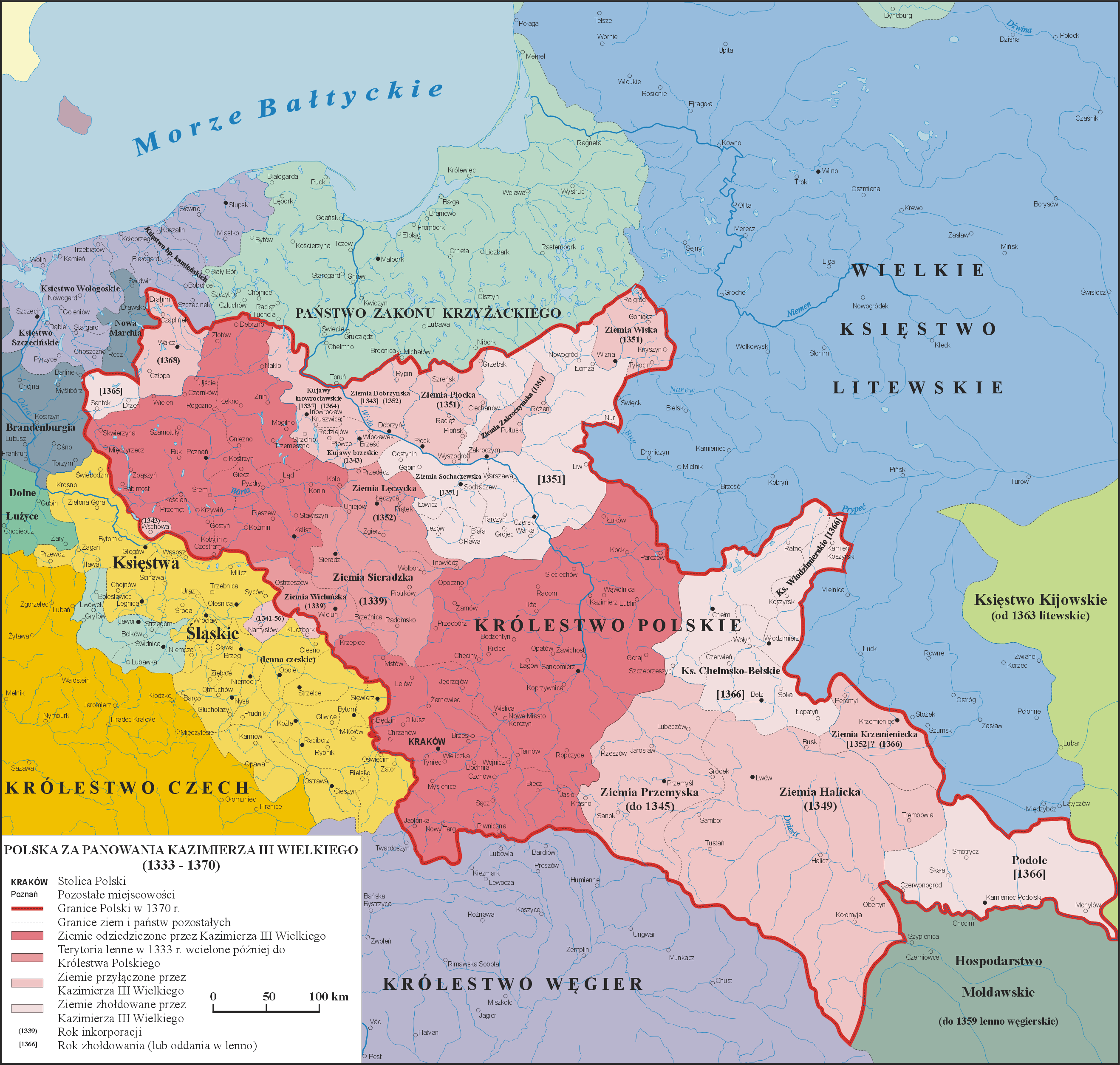
瓦迪斯瓦夫一世末年（1333年）的殘留領土為深紅色（分為不連接的兩塊：西北部的大波蘭、中部的小波蘭）。其子卡齊米日大帝大幅擴張了國土，统治期末的波兰（1370年）边界为图中暗红色线，可知波兰失去了西里西亚（黄色區，被盧森堡王朝的波希米亞王國併吞），并一直向东扩张

瓦迪斯瓦夫一世去世后，他23岁的儿子卡齐米日三世成为国王，后来被称为卡齐米日大帝（统治时期1333年至1370年）。新国王和他父亲不同，并没有投身戎马生涯的意願。卡齐米日三世的同代人并没有给他足够的机会来解决这个国家日益增多的困难，他也没有足够机会成为成功的领导人。但自开始起，卡齐米日三世就谨慎行事、小心處理北面條頓騎士團、西面波西米亞王國聯手的蠶食鯨吞。
他先強化與匈牙利的同盟關係，後在1335年不再宣称波希米亚公爵之位为其所有，以让當時的波希米亚國王约翰放弃成为波兰国王的可能，成功降低約翰對卡齊米日的巨大敵意。在此基礎上，1339年他與約翰締結特倫欽條約，讓卡齊米日收回Lencicko、Sieradzsko兩地的貴族控制權。1343年，卡齐米日三世通过在领土问题上妥协，与条顿骑士团展开几次高等级的仲裁谈判，双方最大成就为签订卡利什条约，这是一份平息双方冲突的和约。卡齐米日三世收回了多布林地区和库亚维。那个时候波兰开始向东扩张，卡齐米日三世在1340年到1366年间多次发起军事行动，吞并罗斯地区哈利奇-弗拉基米尔。当地的利沃夫城（Lviv）吸引了若干国家的人们，并接受了城市权利法，此城后来改称“利武夫”（Lwów），并成为了波兰在信奉东正教的罗斯人的聚居区的中心。在匈牙利的支持下，卡齐米日三世宣布他在无男性子嗣的情况下，会将波兰王位交给匈牙利王室。

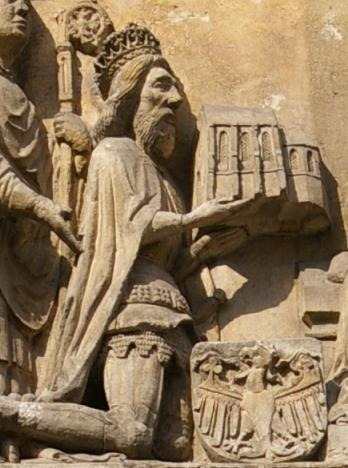
韦希利察教堂，卡齐米日三世建立

为收复西里西亚，卡齐米日三世聯合了匈牙利的拉約什一世，1343年至1348年间试图对卢森堡王朝的波希米亞王國发起军事行动，虽然此事以失败告终，但其随后阻止波西米亞王兼神罗皇帝查理四世将西里西亚从天主教格涅兹诺总教区分离出去的尝试。后来他再次向教皇请愿，试图以法律手段来收复西里西亚，直到去世为止，但他的继任者并没有继续请愿。
在与丹麦和西波美拉尼亚（格但斯克波美拉尼亚作为“永远的施舍”被割让给条顿骑士团）结盟的情况下，卡齐米日三世得以通过强制手段恢复西部边界。1365年德雷登科和桑托克成为波兰封地，1368年瓦乌齐地区被完全占领，使勃兰登堡和条顿骑士团国不再接壤，并使波兰与外波美拉尼亚毗邻。
卡齐米日三世在内政外交上都大大巩固了波兰的地位。从内政方面讲，他不仅使重归统一的波兰的各个地方都融为一体，而且加强中央集权，同时还帮助发展被认为是“波兰王国本土”的地方，这个地方在波兰实际边界，以及过去或后来的边界（从波兰方面看是法律上的边界）内。卡齐米日三世建立或加强了王国内的制度（譬如拥有大权的国家财政部），使其与地方的、阶级的、或王室的利益无关。从国际方面讲，卡齐米日三世在外交上非常活跃，与欧洲其他国家的统治者建立紧密的交往，还是波兰国家利益的可靠保卫者。1364年，他发起克拉科夫会议，这次会议得到很多君主的参与，而且推动了中欧各国的和平合作和权力平衡。

### 安茹王朝的卢德维克一世和雅德维加（1370年–1399年）

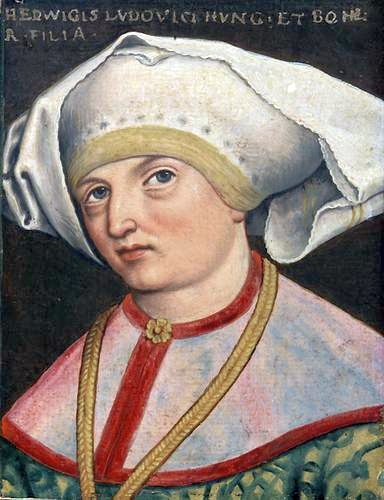
雅德维加

1370年，卡齐米日三世去世，他没有留下任何男性子嗣，故而其外甥，安茹王朝的卢德维克一世继承波兰王位。因为卡齐米日三世实际上承诺将王位交给安茹王朝一事自一开始便具有争议（1368年卡齐米日三世收养他外孙斯武普斯克的卡齐米日），卢德维克一世后来自1351年起便忙于与波兰骑士与贵族们展开继承谈判。他们支持卢德维克一世，作为回报，他们也要求国王给予他们更多保证和特权，正式的法案在1355年于布达协定。在加冕仪式过后，卢德维克一世回到匈牙利，并将她的母亲和卡齐米日三世的姐姐伊丽莎白留在波兰作为摄政。
随着卡齐米日三世的去世，波兰世袭（皮雅斯特王朝）君主制宣告结束。波兰地主和贵族们不希望强大的君主制度存在，因此在1370年到1493年间确立君主立宪制（两院制瑟姆的开端）。
卢德维克一世在位期间，波兰与匈牙利联合。在1374年的协议（科希采权利协议）中，卢德维克一世对波兰贵族做出很多让步，而贵族也同意在没有男性子嗣的卢德维克一世去世后，波兰王位由他的女儿们继承，延续波兰安茹王朝。因为卢德维克一世忽视波兰事务，波兰失去了卡齐米日三世在位时获得的领土，其中包括哈利奇罗斯（在1387年由雅德维加收复）。

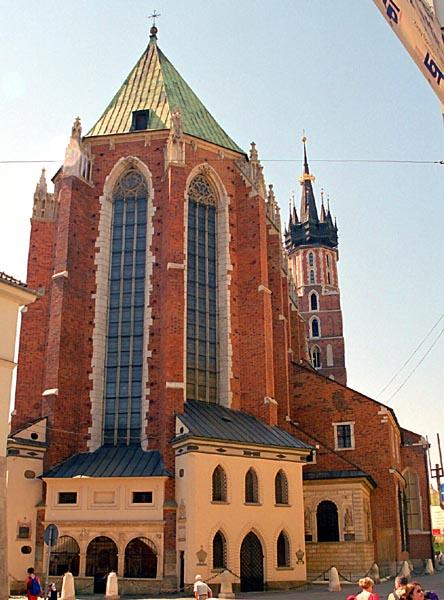
1347年建立克拉科夫圣母圣殿

匈牙利与波兰的联合持续了12年，随后以战争结束。1382年卢德维克一世去世后，权力斗争发生，波兰贵族决定由卢德维克一世的幺女雅德维加继承波兰王位；雅德维加在1384年到达波兰并加冕，当时她才11岁。波兰与匈牙利的联合的失败为接下来波兰与立陶宛的联合铺平道路。

### 文化
14世纪，卡齐米亚三世在位时，波兰各地进行了大范围的砖石建筑的修建，其中包括哥特式教堂、城堡、城市防御和富裕市民的住房的修建。波兰中世纪时期最著名的建筑就是那些数目众多的体现波兰哥特式风格的教堂了；教堂和礼拜堂的陈设最能体现中世纪的雕刻、绘画和锻工工艺。在自1346年到1362年间开始编纂的卡齐米日大帝法典（Piotrków-Wiślica Statutes）中，波兰的法律被第一次编为法典。因此，在国内，冲突的解决要依靠法律的程序；在国外，双边或多边的谈判和协商日益重要起来。到这个时候，主教座堂网络和教区学校发展良好。1364年，卡齐米亚三世在教皇的允许下，建立克拉科夫大学，这是中欧第二古老的大学。但很多人还是到南欧和西欧求学，波兰语在书面文件中日益盛行，并与当时占主导地位的拉丁文并驾齐驱。圣十字布道集（约14世纪初）可能是现存的最古老的波兰语散文手抄本。

## 进阶阅读
- Davies, Norman. . Oxford: Oxford University Press. 2005 [1981]. ISBN 0-19-925339-0.
- Knoll, Paul W. . Chicago: University of Chicago Press. 1972. ISBN 0-22-644826-6.